# Pyrrhocorax
Pyrrhocorax är ett fågelsläkte i familjen kråkfåglar inom ordningen tättingar. Släktet omfattar endast två arter som förekommer i klippiga kusttrakter i Västeuropa samt bergstrakter från Kanarieöarna till Mongoliet och i Etiopien :
- Alpkråka (P. pyrrhocorax)
- Alpkaja (P. graculus)